# Fabrizio Bartoletti
Fabrizio Bartoletti, auch Fabricio (* 27. August 1576  in Bologna; † 30. Mai 1630 in Lendinara), war ein italienischer Mediziner und Chemiker. Der Name wurde auch Bartholet, Bartoleto, Bertoletti, Bartholdi, Bartholetus u. a. geschrieben.

## Leben
Bartoletti studierte Philosophie und Medizin in Bologna mit der Promotion (Laurea) in Philosophie und Medizin 1613 und war danach bis 1616 Logikprofessor und ab 1616 Professor für Chirurgie und Anatomie in Bologna. Ab 1626 war er auf Einladung des Herzogs Ferdinando Gonzaga in Mantua, wo er eine Anatomieschule gründete. Er verließ 1630 Mantua wegen der Pest und starb auf der Reise in Lendinara.
Sein Hauptwerk Antidotarium Chimico-Dogmaticum setzte sich kritisch mit alchemistischen Vorstellungen auseinander (Verbindung mit Planeten, Quecksilber-Schwefel-Salz-Theorie von Paracelsus). Er isolierte Milchzucker aus Milch (um 1615), den er als manna seu nitrum seri lactus bezeichnete (in seiner Encyclopaedia hermetico dogmatica, Bologna 1. Auflage 1615, auch 1619 und 1621). M. Nierenstein konnte den Eintrag allerdings nicht finden (und schreibt die erste Erwähnung von Bartoletti als Entdecker des Milchzuckers Michael Ettmüller zu, gefolgt von Johann Friedrich Gmelin und anderen).
Weitere Werke von ihm sind Anatomica humani microcosmi descriptio per theses disposita (Bologna 1619), De hydrope pulmonum (1629), Methodus in dyspnaeam, seu de respirationibus, libri quatuor (1633).